# 미야자와촌 (미야기현)
미야자와촌(宮沢村)은 1950년까지 미야기현 구리하라군 남부에 위치했던 촌이다. 현재의 오사키시에 해당한다.

## 연혁
- 1875년 10월 17일 - 미즈사와 현에 의한 촌락 통합에 따라 미야자와 촌과 고바야시 촌이 합병해 사가 촌이, 사가 촌과 가와쿠마 촌이 합병해 도요타케 촌이 각각 성립하였다.
- 1889년 4월 1일 - 정촌제 시행과 함께 구리하라군 미야자와촌이 성립하였다.
- 1950년 12월 15일 - 시다군 아라오촌·시다촌과 합병해 후루카와정에 편입하여 동시에 후루카와시가 승격하였다.

## 참고서적
- 『미야기현 정촌 합병지』(미야기현 지방과, 1958)